# Guido Ubaldo Abbatini

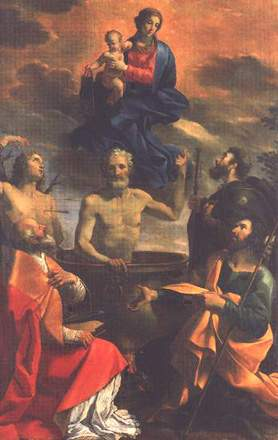
Guido Ubaldo Abbatini - Madonna ze świętymi, 1644

Guido Ubaldo Abbatini (ur. 1600 Citta del Castello, zm. 1656) – włoski malarz tworzący w okresie baroku.
Był uczniem Giusepppe Cesariego, a następnie pracował pod okiem Pietro da Cortony. Do jego najważniejszych dzieł zalicza się polichromię zrealizowaną w kościele Santa Maria Della Vittoria w Rzymie.